# Monte Diggelmann
Der Monte Diggelmann oder kurz Monte ist ein Aussichtspunkt im Quartier Oberstrass der Stadt Zürich in der Schweiz. Der Hügel ist die höchste Erhebung des Irchelparks und liegt am Westhang des Zürichbergs. Er wurde in den 1970er-Jahren aufgeschüttet aus dem Aushubmaterial des Campus Irchel der Universität Zürich.
Der Hügel mit einer Baumgruppe und Sitzbänken bietet ein Panorama über die Stadt Zürich und das Limmattal sowie bis zum Flughafen und zur Lägern. Im Winter ist der Nordwesthang des Monte Diggelmann beliebt zum Schlitteln.

## Name
Der Name bezieht sich auf den ehemaligen Präsidenten des Quartiervereins Oberstrass Walter Diggelmann. Dieser bekämpfte die Erweiterung der Universität Zürich auf dem Strickhofareal vehement, verlor jedoch die Volksabstimmung, die mit über 60 % angenommen wurde. Der Widerstand führte jedoch dazu, dass im Gesetz über die Teilverlegung der Universität die Bestimmung verankert wurde, dass 15 Hektaren als allgemein zugängliche Grünfläche freigehalten werden müssen.

## Bilder

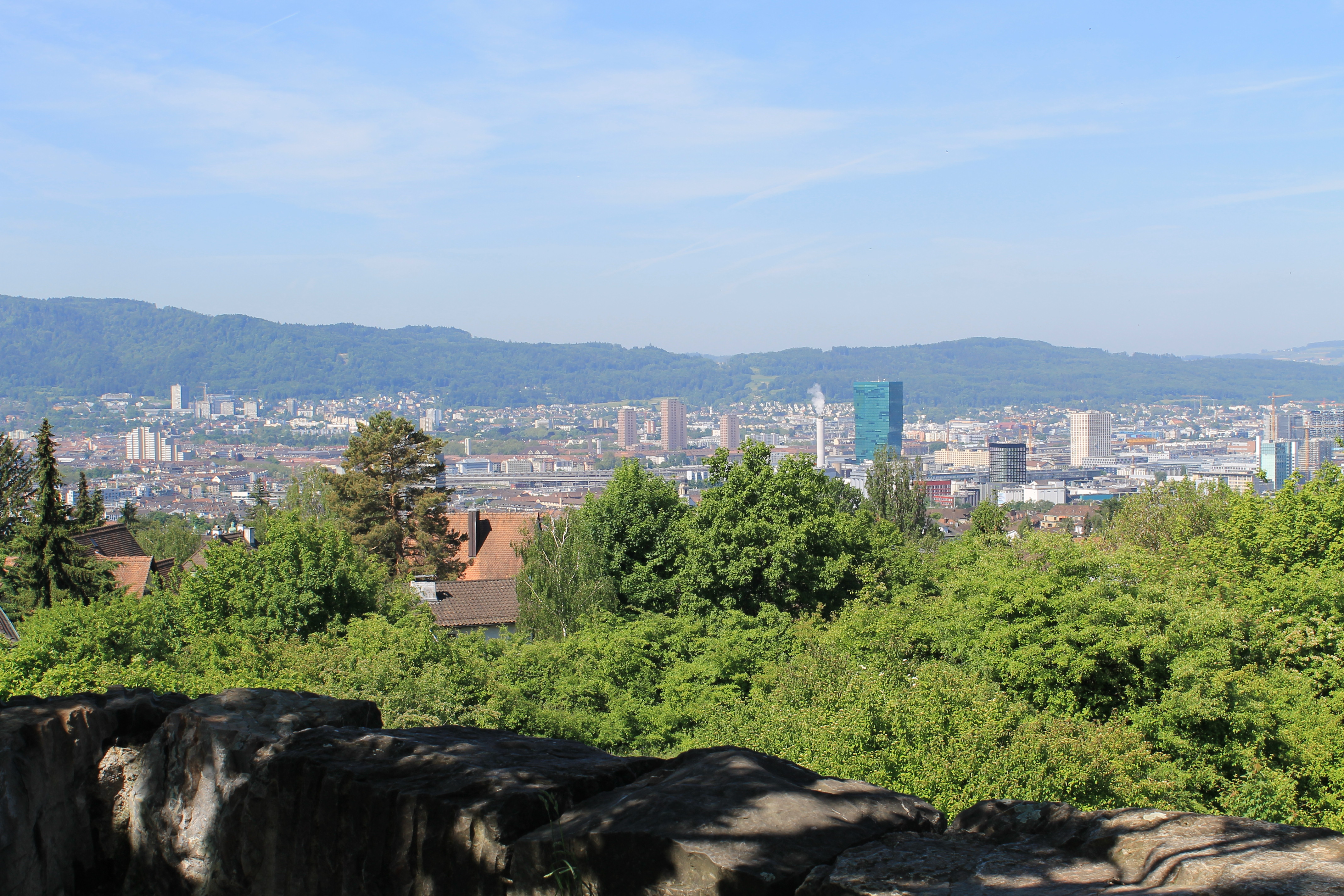
Blick Richtung Südwesten
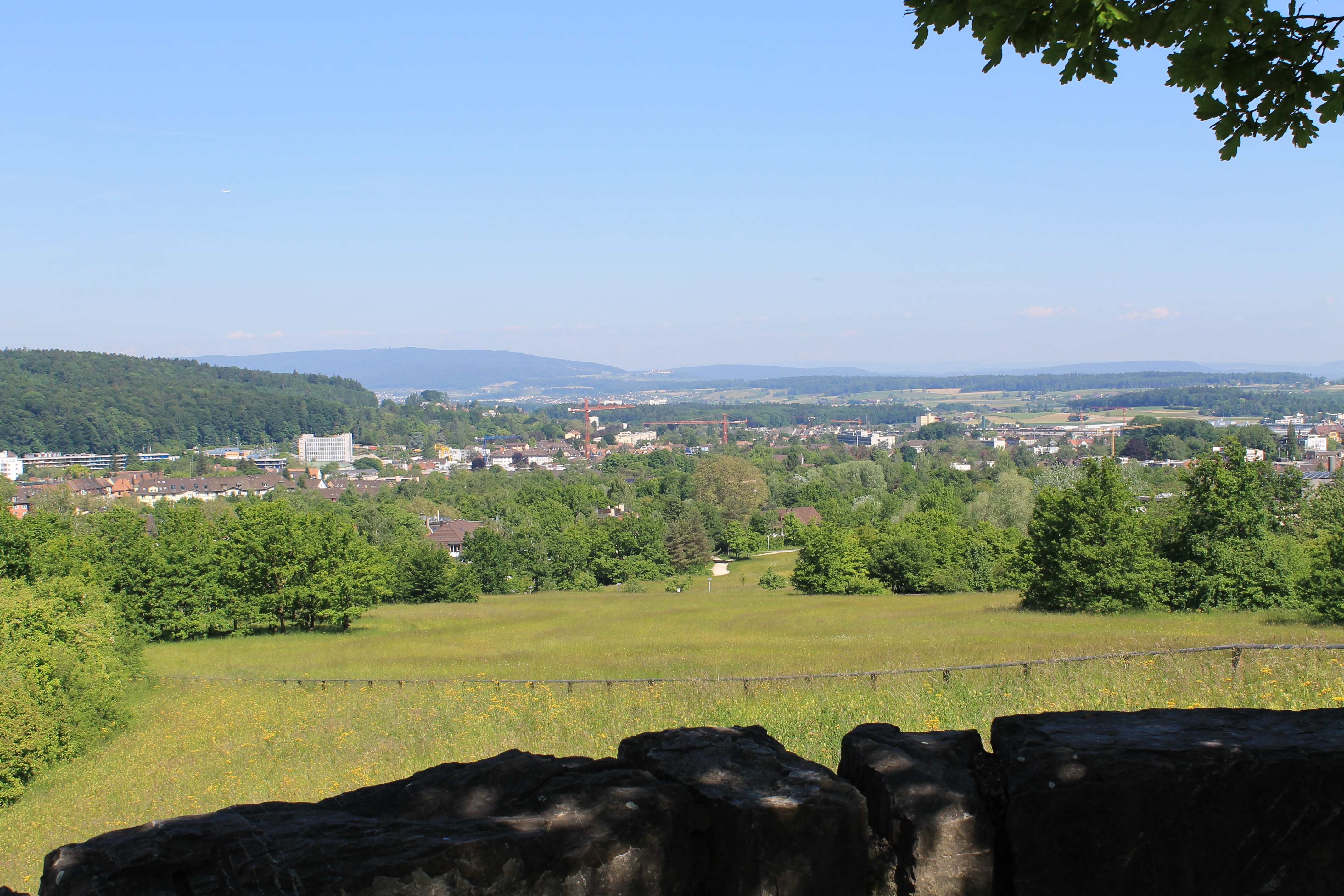
Nordwesthang des Monte Diggelmann, im Hintergrund Zürich Nord und die Lägern
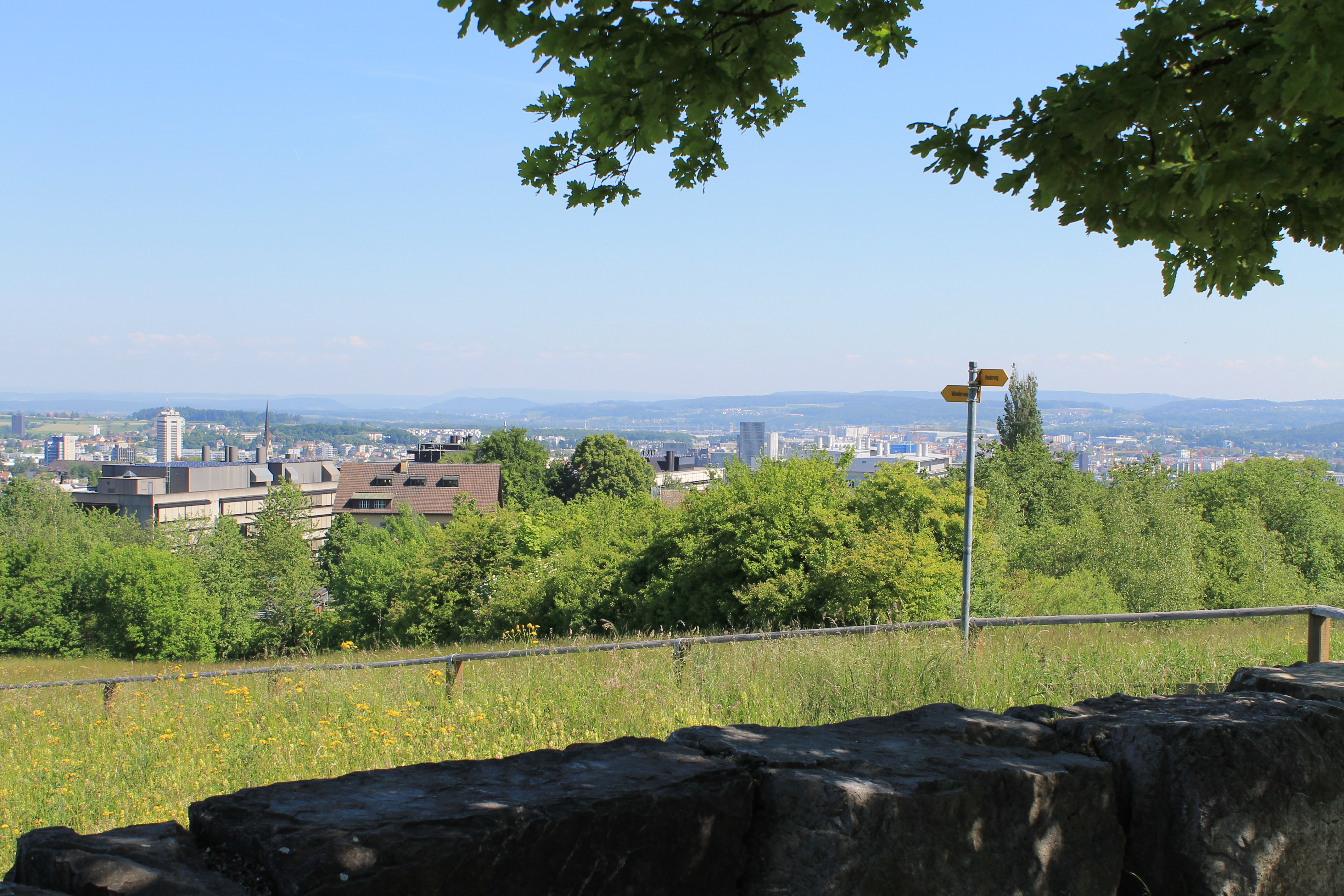
Blick Richtung Campus Irchel der Universität Zürich